# Rainer Strecker
Rainer Strecker (* 25. října 1965 Berlín, Německo) je německý herec.

## Život
V šestnácti letech natočil svůj první film – Das Baby meines Bruderes.
Po maturitě odešel na berlínskou konzervatoř a potom vystudoval mnichovskou hereckou školu Otto Falckenberga.
Od roku 1989 byl pět let ve stálém angažmá v Hamburku. Pak se vydal do světa a jeho umění mohli obdivovat diváci i v Paříži a dalekém Pekingu. Do Německa se vrátil v roce 1998. Dnes, přestože žije v Berlíně, je stálým členem divadelních souborů v Hamburku a Basileji.
Hrál v mnoha německých filmech a seriálech ,věnuje se i dabingu. V roce 2010 režíroval  film Amfuem , ve  kterém si zahrál s herečkou Muriel Baumeister, kterou obsadil do hlavní role. Hrál také ve  filmu Westler (1985) , ke kterému složil hudbu.
V německém seriálu Kobra 11 hrál vrchního komisaře Inga Fischera v prvních dvou epizodách 1. série. V seriálu se objevil ve výrazné epizodní roli v epizodě "Konečná" (24. řada, 12 epizoda) po boku svého seriálového nástupce Erdogana Atalaye.
Od roku 2000 hraje v seriálu Einsatz in Hamburg komisaře Volkera Brehma.
Na zvukové nosiče namlouvá knihy. Za své výkony získal několik ocenění, v roce 2007 ocenění KNIHA ROKU 2007 v kategorii Knihy pro děti a mládež za namluvení knihy "Das Buch von allen Dingen" od Guuse Kuijera a v roce 2009 cenu des Deutschen Hörbuchpreises (cena německé Audioknihy Prize) a cenu "HörKules" 2009 za namluvení knihy "Tintentod" od Cornelie Funke.
Mluví německy (mateřský jazyk), anglicky (plynně) a francouzsky (plynně) a ovládá berlínský a severoněmecký dialekt.
Měří 168 cm, má blond vlasy a modré oči.
Ovládá asijská bojová umění. Ve volném čase trénuje aikido, iaidō, boj s mečem, boj s holí a horolezectví. Hraje na kytaru a bicí. Navíc své fanynky okouzluje sametovým basbarytonem.
V roce 1993 se oženil s německo-rakouskou herečkou Muriel Baumeister (* 24. ledna 1972). V roce 1994 se jim narodil syn Linus. V roce 1998 se Rainer Strecker a Muriel Baumeister rozvedli.
Žije v Berlíně.[kdy?]

## Filmografie
- 1981: Das Baby meines Bruderes
- 1985: Westler, role: Thomas
- 1988: Linie 1
- 1989: Starej (Der Alte)
- 1992: Widerspenstige Viktoria
- 1994: Schwarz greift ein
- 1994: Alles außer Mord!
- 1994: Unsere Hagenbecks
- 1994: Die Männer vom K3
- 1995: Faust
- 1995: Peter Strohm
- 1995: Bella Block
- 1995: Großstadtrevier (epizoda: Die Uhr des Lebens)
- 1995: Kobra 11
- 1996: Die Spur der roten Fässer
- 1996: Die Kommissarin
- 1996: Die Nacht hat 17 Stunden
- 1996–1997: Ärzte
- 1996: Místo činu (epizoda: Der Phoenix-Deal)
- 1997: SOKO 5113
- 1997: Reise in die Dunkelheit
- 1997: Große Freiheit
- 1998: Místo činu (epizoda: Brandwunden)
- 1998: Hundert Jahre Brecht
- 1998: Die Straßen von Berlin
- 1998: Tödliches Verhältnis
- 1999: Der Vulkan
- 1999: Místo činu (epizoda: Frankfurt - Smrt jezdí na horské dráze)
- 1999: Klemperer – Ein Leben in Deutschland
- 2000: Der Vogelforscher
- 2000: Komisařka Rosa Roth - Láska a smrt (Rosa Roth - Küsse und Bisse)
- 2000: Otto - Der Katastrofenfilm
- 2000: Bonhoeffer - Die letzte Stufe
- Od 2000: Einsatz in Hamburg
- 2001: Místo činu: Berlín - Náhoda (Tatort - Der lange Arm des Zufalls)
- 2001: Balko
- 2001: 1000 Meilen für die Liebe
- 2002: Vlak na věčnost (Explosion - U-Bahn-Ticket in den Tod, Die)
- 2002: Poslední svědek (Der letzte Zeuge)
- 2002: Speciální jednotka (Im Visier der Zielfahnder)
- 2003: Sperling
- 2003: Sie haben Knut
- 2003: Rosenstrasse
- 2004: Das falsche Opfer
- 2004: Schöne Frauen
- 2004: Wilsberg
- 2004: Einmal Bulle, immer Bulle
- 2004: Případ pro dva (Ein Fall für zwei (epizoda: Doppelgänger))
- 2004: Speciální tým Kolín (SOKO Köln (epizoda: Flinke Finger))
- 2005: Weiße Stille
- 2005: Der Dicke
- 2006: Místo činu (epizoda: Kunstfehler)
- 2006: Místo činu (epizoda: Bienzle und der Tod im Weinberg)
- 2006: Ludenmann macht fertig
- 2006: 40. okrsek (Abschnitt 40)
- 2006: Der Kriminalist
- 2008: Nachts das Leben
- 2008: The String Puppet
- 2008: Kommissar Stolberg
- 2008: Into the light
- 2009: Speciální tým Kolín (SOKO Köln (epizoda: Das Gesetz der Serie))
- 2009: Da kommt Kalle
- 2010: SOKO Wismar
- 2010: Pobřežní stráž (Küstenwache)
- 2010: Amfuem
- 2010: Großstadtrevier (epizoda: Hilfe hat kein Warum)
- 2011: Der Kommissar und das Meer (epizoda: Eiserne Hochzeit)
- 2012: Případ pro dva (Ein Fall für zwei (epizoda: Reingelegt))
- 2012: Polizeiruf 110 (epizoda: Eine andere Welt)

## Divadlo
- 1989–1994: Deutsches Schauspielhaus, Hamburg
- 1995: Théatre de la Ville, Paris
- 1997: Chinesisch-Deutsche Theaterproduktion, Peking
- 1998: Deutsches Schauspielhaus, Hamburg
- 1999–2002: Deutsches Schauspielhaus, Hamburg/ Theater Basel
- 2008: Schauspiel Hannover

## Dabing
- 1992: Der kleene Punker

## Režie
- 2010: Amfuem

## Hudba
- 1985: Westler

## Audioknihy
- Cornelia Funke: Reckless – Steinernes Fleisch. Oetinger, Hamburg 2010, ISBN 978-3-8373-0518-0
- Cornelia Funke: Herr der Diebe. Jumbo Neue Medien & Verlag, Hamburg 2002, ISBN 978-3-89592-780-5
- Cornelia Funke: Tintenherz. Das Hörbuch, Jumbo Neue Medien & Verlag, Hamburg 2003, ISBN 978-3-89592-931-1
- Nagib Machfus: Echnaton. Jumbo Neue Medien & Verlag, Hamburg 2004, ISBN 978-3-8337-1159-6
- Cornelia Funke: Tintenblut. Das Hörbuch, Jumbo Neue Medien & Verlag, Hamburg 2005, ISBN 978-3-8337-1422-1
- Cornelia Funke: Tintentod. Das Hörbuch, Jumbo Neue Medien & Verlag, Hamburg 2007, ISBN 978-3-8337-1986-8
- Sadie Jones: Der Außenseiter. Jumbo Neue Medien & Verlag, Hamburg 2008, ISBN 978-3-8337-2246-2
- Cornelia Funke: Drachenreiter. Ungekürzte Lesung, Jumbo Neue Medien & Verlag, Hamburg 2009, ISBN 978-3-8337-2397-1
- Derek Landy: Skulduggery Pleasant (1) - Der Gentleman mit der Feuerhand. Gekürzte Lesung, Hörcompany, Hamburg, ISBN 978-3-939375-24-1
- Derek Landy: Skulduggery Pleasant (2) - Das Groteskerium kehrt zurück. Gekürzte Lesung, Hörcompany, Hamburg 2008, ISBN 978-3-939375-43-2
- Derek Landy: Skulduggery Pleasant (3) - Die Diablerie bittet zum Sterben. Gekürzte Lesung, Hörcompany, Hamburg, ISBN 978-3-939375-64-7
- Derek Landy: Skulduggery Pleasant (4) - Sabotage im Sanktuarium. Gekürzte Lesung, Hörcompany, Hamburg, ISBN 978-3-939375-89-0
- Gendün Rinpoche: Herzensunterweisungen eines Mahamudra-Meisters, Hörbuch, Norbu Verlag, 2011 ISBN 978-3-940269-07-2

## Ocenění
- Ocenění KNIHA ROKU 2007 v kategorii Knihy pro děti a mládež: "Das Buch von allen Dingen" od Guuse Kuijera (Auszeichnungen "HÖRBUCH DES JAHRES 2007" in der Kategorie Kinder und Jugendhörbuch: "Das Buch von allen Dingen" von Guus Kuijer)
- 2009: des Deutschen Hörbuchpreises
- 2009: "HörKules" 2009 für "Tintentod" von Cornelia Funke